# 蒙克拉
蒙克拉（西班牙语，加泰隆尼亞語發音：[muŋˈkla]）是西班牙加泰罗尼亚巴塞罗那省的一个市镇。总面积22平方公里，总人口117人（2001年），人口密度5人/平方公里。